# أوغسطين باول
أوغسطين باول (بالملايوية: Augustine Paul)‏ هو قاضي ماليزي، ولد في 12 أكتوبر 1944، وتوفي في 2 يناير 2010.